# Waad al-Kateab

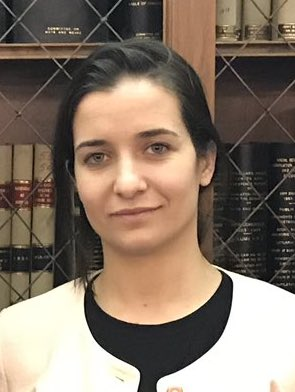
Waad al-Kateab, 2020

Waad al-Kateab (geb. 1991) ist das Pseudonym einer syrischen Dokumentarfilmerin und Aktivistin. Ihr Erstlingsfilm Für Sama erhielt zahlreiche Auszeichnungen und wurde 2020 für den Oscar nominiert.

## Leben
Waad al-Kateab studierte 2011 an der Universität Aleppo Marketing, als der Arabische Frühling Syrien erreichte. Sie schloss sich den Demonstrationen gegen Assad und die regierende Baath-Partei an und begann, diese zunächst mit ihrem Smartphone zu dokumentieren. Sie setzte dies während des dann einsetzenden Syrischen Bürgerkrieges und der Belagerung Aleppos durch Regierungstruppen fort. Später dokumentierte sie mit einer Videokamera. In dieser Zeit traf sie ihren späteren Ehemann Hamza, einen Arzt am Krankenhaus in Aleppo. Sie heirateten und bekamen die Tochter Sama. Im Dezember 2016 wurden sie in Richtung Türkei evakuiert, wo ihre zweite Tochter zur Welt kam. Sie sandte ihr Material an den britischen Sender Channel 4 News. Die Aufnahmen aus der belagerten Stadt erschienen als Serie unter dem Titel Inside Aleppo und wurden 2017 mit einem Internationalen Emmy-Award geehrt. Es ist der erste Emmy, der je an syrische Filmemacher verliehen wurde.
Durch ihre Kontakte zu dem britischen Sender konnte sie nach einem Jahr in einem türkischen Lager 2017 nach Großbritannien fliegen und am Flughafen Heathrow Asyl beantragen. Sie lebt heute in London und ist bei Channel 4 beschäftigt. Aus dem mitgebrachten Material stellte sie zusammen mit Edward Watts den Dokumentarfilm Für Sama zusammen.